# HD123335
HD123335 — хімічно пекулярна зоря спектрального класу B, що має видиму зоряну величину в смузі V приблизно  7,0.
Вона  розташована на відстані близько 1069,4 світлових років від Сонця.